# Die Krupps
Die Krupps é uma banda alemã de electropunk/EBM, formada em 1980 por Jürgen Engler e Bernward Malaka.

## Membros atuais
- Jürgen Engler – Vocal
- Ralf Dörper – Sintetizador
- Marcel Zürcher – Guitarra
- Nils Finkeisen – Guitarra
- Paul Keller – Bateria

## Discografia
Álbuns de estúdio
- Stahlwerksymphonie (1981)
- Volle Kraft Voraus! (1982)
- Entering the Arena (1985)
- I (1992)
- II: The Final Option (1993)
- III: Odyssey of the Mind (1995)
- Paradise Now (1997)
- Volle Kraft Voraus! Re-release (2008)
- I Re-release (2008)

Singles e EPS
- Wahre Arbeit, Wahrer Lohn(1981)
- Goldfinger (1982)
- Machineries of Joy (1989)
- Germaniac (1990)
- Metal Machine Music(1992)
- The Power (1992)
- Tribute to Metallica(1992)
- Fatherland(1993)
- To the Hilt(1994)
- Crossfire (1994)
- Bloodsuckers (1994)
- Isolation (1995)
- Scent (1995)
- Remix Wars Strike 2: Die Krupps vs. Front Line Assembly (1996)
- Fire (1997)
- Rise Up (1997)
- Black Beauty White Heat (1997)
- Paradise now (1997)
- Wahre Arbeit, Wahrer Lohn (2005)
- 5 Millionen (2007)